# Хайгашод Агасян
 Хайгашод Азад Агасян е български композитор, инструменталист, поет и певец от арменски произход. Автор на популярна и детска музика.

## Биография
Роден е на 28 януари 1953 г. във Варна. През 1978 г. завършва специалност „цигулка“ при проф. С. Магнев, а през 1980 г. майсторски клас „камерна музика“ при проф. О. Станчев в Българска държавна консерватория в София. Специализирал „камерна музика“ във Франция и Унгария (1977-80 г.). От 1979 до 1991 г. е оркестрант в „Народен театър за младежта“, а от 1991 г. е оркестрант и композитор в театър „Възраждане“ в София. Свири в различни симфонични и камерни оркестри. Неговото запознанство в Младежкия театър през 1981 г. прераства в дългогодишно сътрудничество с Недялко Йорданов. Участва като автор на музиката и актьор в много от постановките му, пише песни по негови стихове, акомпанира му на концерти в България и зад граница. През 1980 г. създава песента „Арменска песен“ по едноименното стихотворение на Ваня Петкова от стихосбирката ѝ „Обет за мълчание“ (1979 г.). 
Създава някои от най-популярните песни на българската поп музика. Освен поп песни, пише също така песни за деца, поп музика и театрална музика. Повечето от детските песни на Агасян се превръщат в шлагери. Сътрудничи с Юри Ступел (дует „Българче“).
Хайгашод Агасян е автор на театрална и филмова музика, на забавни песни за възрастни и деца, много от които добили широка популярност.
През 1993 г. печели голямата награда на „Златният Орфей“, а на следващата година – първа награда от същия фестивал. Носител е и на наградата на фондация „Димитър Вълчев“ за театрална музика. Носител на награди от „Сладкопойна чучулига“, „Бургас и морето“, Младежки конкурс за забавна песен, Конкурс за детски песни на БНТ, Пролетен радио конкурс и др.
Бил е жури в конкурса „Сарандев“ в град Добрич през 2016 г.
Сред изпълнителите на неговите песни са Михаил Белчев, Искра Радева, Стефка Оникян, Деян Неделчев, ВГ „Домино“, Митко Рупчев и Бойко Неделчев.
- Хайго пее – декември 2022
- Хайго пее – декември 2022
- Хайго пее – декември 2022

## Творчество
Поп песни
- Арменски очи (1980)
- Добри познати (1981)
- Не остарявай любов (1983)
- Пролет (1985)
- Сънят на детето (1986)
- От много, много далеч (1989)
- Посвещение (Голямата награда на „Златният Орфей“, 1993)
- Къде си ти? (Първа награда на „Златният Орфей“, 1994)
- Бог да пази България (1995)
- Молитва (1996)
- Тийнейджърска песен (1997)
- Не вярвам (1998)

Детски песни
- „Светът е хубав“ (1989)
- „Карнавал“ (1991)
- „Бъдни вечер“ (1991)
- „Трудна възраст“ (1992)
- „Нотна стълбица“ (1993)
- „Хей приятелю, здравей“ (1995)
- „Калпазански рай“ (1995)
- „Молец“ (1996)
- „Светът е хубав“ (1997)
- „Урок по падане“ (1998)
- „Щуротия орисия“ (1999)
- „Вълшебното хапче“ (1999)

Музика към театрални спектакли
- Волни птички Божии
- Има нещо гнило в Дания

Музика към мюзикъли
- Приключения опасни с герои сладкогласни

Музика към телевизионни постановки
- Вълкът срещу козата и трите и козлета

Музика към приказки
- Мечо Пух
- Котаракът в чизми
- Честит рожден ден
- Зимна приказка

Музика към игрални филми
- „Брачни шеги“ (1989)

Филми за него
- „Моята различна Коледа“ – историята на Хайгашод Агасян“ (2016)

## Фестивали и награди
- Наградата за песен „за дебют“ в изпълнение на Марияна и Тодор Трайчеви на Младежкия конкурс за забавна песен, (София, 1981).
- „III награда“ за песен „Влакът на надеждата“ на Младежкия конкурс за забавна песен, (София, 1983).
- „I награда“ за песен „Влакът на надеждата“ на радиоконкурс „Пролет'85“ (София, 1985).
- „II награда“ за песента „На пристана любов“ на Младежкия конкурс за забавна песен, (София, 1986).
- „Голямата награда ЗЛАТНИЯТ ОРФЕЙ“ с песента „Посвещение“ (т. Недялко Йорданов, ар. Красимир Гюлмезов) в изпълнение на Деян Неделчев, на Международния фестивал „Златният Орфей“ (Слънчев бряг, 1993).
- „I награда“ с песента „Къде си ти“ (т. Недялко Йорданов, ар. Красимир Гюлмезов) в изпълнение на Деян Неделчев, на Международния фестивал „Златният Орфей“ (Слънчев бряг, 1994).
- „Най-добра романтична песен“ за „Не остарявай, любов“ на фестивала Сребърен Ерос (София, 1995).
- „I награда“ за песента „Тийнейджърска песен“ на радиоконкурс „Пролет'97“ (София, 1997).
- Почетен гражданин на София (2021)[2]

## Дискография
- „Избрани песни“ (1989)
- „Трудна възраст“ (1992)
- „Бог да пази България“ (1994)
- „Радой пее“ (1994)
- „Чик-чирик“ (1996)
- „Светът е хубав“ (1998)
- „Не остарявай любов“ (1998) – Мега Музика, CD 20019
- „Вълшебното хапче“ (1998)
- „Празник без предели“ (2010) – детски песни

## Театрални роли
- „Смешни страшки, страшни смешки за герои с опашки“